# Космоледо
Космоле́до (англ. Cosmoledo) — атолл, входящий в группу островов Альдабра Внешних Сейшельских островов. Длина с запада на восток составляет 14,5 км, с севера на юг — 11,5 км. Общая площадь суши — около 5,2 км², а вместе с лагуной — около 152 км². Расположен в 178 км на восток от атолла Альдабра.

## Острова
Всего в Космоледо насчитывается 16 островков и рифов, находящихся по краям атолла. Список островов приведён по часовой стрелке, начиная от северных:
- Северные острова. Северо-Западный остров, Северо-Восточный остров.
- Восточные острова. Иль-ду-Тру, Гоелетт, Гранд-Полит, Пети-Полит, Гранд-Иль (с хижиной рыбаков, площадь 1,6 км²).
- Южные острова. Пагода, Южный остров.
- Западные острова. Мостикью, Балайн, Менай (2,3 км²), Саурис, Манакью, Айлет, Ближний Айлет.

## Фауна
Атолл Космоледо является местом крупнейшей колонии всех трёх видов олуш, обитающих на Сейшельских островах. На Космоледо проживает популяция красноногих олуш (Sula sula), состоящая из приблизительно 15 000 пар. Тем не менее на атолле практически полностью уничтожены фрегат Ариеля (Fregata ariel) и большой фрегат (Fregata minor), которого осталось всего около 20 пар, по сравнению с несколькими сотнями в 1970 году. На северной оконечности острова Гранд-Иль находится крупная колония тёмной крачки (Onychoprion fuscatus).
Лагуна является важным местом питания для мигрирующих куликов, наиболее распространённые среди них рачьи ржанки (Dromas ardeola) и камнешарки (Arenaria interpres). На Космоледо обитает особая форма мадагаскарской горлицы (Streptopelia picturata).
Общество охраны Сейшельских островов проводит работу на острове по восстановлению природы, в частности, уничтожения завезенных кошек и крыс.